# دولتوو (شهرستان بایماکسکی، باشقیرستان)
دولتوو (به لاتین: Davletovo) یک منطقهٔ مسکونی در روسیه است که در باشقیرستان واقع شده‌است.